# 1994-es labdarúgó-világbajnokság-selejtező (UEFA – 5. csoport)
Az 1994-es labdarúgó-világbajnokság európai 5. selejtezőcsoportjának mérkőzéseit, és a csoport végeredményét tartalmazó lapja. A csoportban körmérkőzéses, oda-visszavágós rendszerben játszottak egymással a labdarúgó-válogatottak. A két első helyezett automatikus résztvevője lett az 1994-es labdarúgó-világbajnokságnak.
A csoportban Görögország, Izland, Luxemburg, Magyarország és Oroszország szerepelt. Jugoszlávia is a csoport tagja volt eredetileg, de 1992 októberében a FIFA felfüggesztette a délszláv háború következtében ENSZ-szankciók alatt álló ország részvételét a selejtezőkben.
1991. december 8-án, a sorsolás idején Oroszország még Szovjetunióként szerepelt, de az 1992-es Európa-bajnokságon már FÁK néven vett részt. A Szovjetunió felbomlását követően Ukrajna azt javasolta, hogy rendezzenek egy külön tornát a Szovjetunió összes utódállama számára. Grúzia és Örményország támogatta a javaslatot, de Oroszország blokkolta. A jogutódlásról szóló végleges döntést 1992. június 1-jén hozták meg a FIFA Végrehajtó Bizottságának stockholmi ülésén.
Görögország végzett az első helyen és kijutott az 1994-es világbajnokságra, a második helyet pedig Oroszország szerezte meg és szintén kijutott a világbajnokságra.

## Tabella
| Hely. | Csapat       | M | Gy | D | V | G+ | G– | Gk  | P  | Továbbjutás                          |     | Görögország | Oroszország | Izland | Magyarország | Luxemburg | Szerbia és Montenegró |
| ----- | ------------ | - | -- | - | - | -- | -- | --- | -- | ------------------------------------ | --- | ----------- | ----------- | ------ | ------------ | --------- | --------------------- |
| 1.    | Görögország  | 8 | 6  | 2 | 0 | 10 | 2  | +8  | 14 | Kijutott az 1994-es világbajnokságra |     | —           | 1–0         | 1–0    | 0–0          | 2–0       | –                     |
| 2.    | Oroszország  | 8 | 5  | 2 | 1 | 15 | 4  | +11 | 12 | Kijutott az 1994-es világbajnokságra |     | 1–1         | —           | 1–0    | 3–0          | 2–0       | –                     |
| 3.    | Izland       | 8 | 3  | 2 | 3 | 7  | 6  | +1  | 8  |                                      |     | 0–1         | 1–1         | —      | 2–0          | 1–0       | –                     |
| 4.    | Magyarország | 8 | 2  | 1 | 5 | 6  | 11 | −5  | 5  |                                      | 0–1 | 1–3         | 1–2         | —      | 1–0          | –         |                       |
| 5.    | Luxemburg    | 8 | 0  | 1 | 7 | 2  | 17 | −15 | 1  |                                      | 1–3 | 0–4         | 1–1         | 0–3    | —            | –         |                       |
| 6.    | Jugoszlávia  | 0 | 0  | 0 | 0 | 0  | 0  | 0   | 0  | ENSZ-szankciók miatt felfüggesztve   |     | –           | –           | –      | –            | –         | —                     |

## Mérkőzések
| 1992. május 13. |

| Görögország        | 1 – 0       | Izland |
| ------------------ | ----------- | ------ |
| Szofianópulosz 25' | Jegyzőkönyv |        |

| Olimpiai Stadion, Athén Nézőszám: 2,874 Játékvezető: Karl-Josef Assenmacher (német) |

| 1992. június 3. |

| Magyarország | 1 – 2       | Izland                      |
| ------------ | ----------- | --------------------------- |
| Kovács K. 3' | Jegyzőkönyv | Orlygsson 51' Magnússon 73' |

| Népstadion, Budapest Nézőszám: 11,000 Játékvezető: Angelo Amendolia (olasz) |

| 1992. szeptember 9. |

| Luxemburg | 0 – 3       | Magyarország                 |
| --------- | ----------- | ---------------------------- |
|           | Jegyzőkönyv | Détári 15' Kovács K. 53' 78' |

| Stade Josy Barthel, Luxembourg Nézőszám: 3,026 Játékvezető: Loízosz Loízu (ciprusi) |

| 1992. október 7. |

| Izland | 0 – 1       | Görögország    |
| ------ | ----------- | -------------- |
|        | Jegyzőkönyv | Caluhídisz 61' |

| Laugardalsvöllur, Reykjavík Nézőszám: 4,973 Játékvezető: Howard King (walesi) |

| 1992. október 14. |

| Oroszország | 1 – 0       | Izland |
| ----------- | ----------- | ------ |
| Juran 65'   | Jegyzőkönyv |        |

| Luzsnyiki Stadion, Moszkva Nézőszám: 18,000 Játékvezető: Lube Szpaszov (bolgár) |

| 1992. október 28. |

| Oroszország            | 2 – 0       | Luxemburg |
| ---------------------- | ----------- | --------- |
| Juran 5' Radcsenko 24' | Jegyzőkönyv |           |

| Luzsnyiki Stadion, Moszkva Nézőszám: 1,750 Játékvezető: Ilkka Koho (finn) |

| 1992. november 11. |

| Görögország | 0 – 0       | Magyarország |
| ----------- | ----------- | ------------ |
|             | Jegyzőkönyv |              |

| Kaftanzóglio stadion, Szaloniki Nézőszám: 35,367 Játékvezető: Philip Don (angol) |

| 1993. február 17. |

| Görögország                                 | 2 – 0       | Luxemburg |
| ------------------------------------------- | ----------- | --------- |
| Dimitriádisz 30' (11-esből) Mitrópulosz 65' | Jegyzőkönyv |           |

| Olimpiai Stadion, Athén Nézőszám: 36,256 Játékvezető: Václav Krondl (cseh) |

| 1993. március 31. |

| Magyarország | 0 – 1       | Görögország                  |
| ------------ | ----------- | ---------------------------- |
|              | Jegyzőkönyv | Aposztolákisz 70' (11-esből) |

| Népstadion, Budapest Nézőszám: 20,000 Játékvezető: Hellmut Krug (német) |

| 1993. április 14. |

| Luxemburg | 0 – 4       | Oroszország                             |
| --------- | ----------- | --------------------------------------- |
|           | Jegyzőkönyv | Kirjakov 11' 46' Salimov 58' Kulkov 90' |

| Stade Josy Barthel, Luxembourg Nézőszám: 3,180 Játékvezető: Alan Snoddy (északír) |

| 1993. április 28. |

| Oroszország                               | 3 – 0       | Magyarország |
| ----------------------------------------- | ----------- | ------------ |
| Kancselszkisz 55' Kolivanov 60' Juran 85' | Jegyzőkönyv |              |

| Luzsnyiki Stadion, Moszkva Nézőszám: 25,000 Játékvezető: Guy Goethals (belga) |

| 1993. május 20. |

| Luxemburg             | 1 – 1       | Izland         |
| --------------------- | ----------- | -------------- |
| Birgisson 70' (öngól) | Jegyzőkönyv | Gudjohnsen 40' |

| Stade Josy Barthel, Luxembourg Nézőszám: 1,965 Játékvezető: Jorge Monteiro Coroado (portugál) |

| 1993. május 23. |

| Oroszország                  | 1 – 1       | Görögország     |
| ---------------------------- | ----------- | --------------- |
| Dobrovolszkij 70' (11-esből) | Jegyzőkönyv | Mitrópulosz 45' |

| Luzsnyiki Stadion, Moszkva Nézőszám: 35,000 Játékvezető: Peter Mikkelsen (dán) |

| 1993. június 2. |

| Izland         | 1 – 1       | Oroszország  |
| -------------- | ----------- | ------------ |
| Sverrisson 25' | Jegyzőkönyv | Kirjakov 38' |

| Laugardalsvöllur, Reykjavík Nézőszám: 3,308 Játékvezető: Leslie Mottram (skót) |

| 1993. június 16. |

| Izland                        | 2 – 0       | Magyarország |
| ----------------------------- | ----------- | ------------ |
| Sverrisson 13' Gudjohnsen 77' | Jegyzőkönyv |              |

| Laugardalsvöllur, Reykjavík Nézőszám: 2,755 Játékvezető: Rémi Harrel (francia) |

| 1993. szeptember 8. |

| Magyarország | 1 – 3       | Oroszország                               |
| ------------ | ----------- | ----------------------------------------- |
| Klausz 20'   | Jegyzőkönyv | Pjatnyickij 14' Kirjakov 53' Borogyuk 89' |

| Üllői úti stadion, Budapest Nézőszám: 6,000 Játékvezető: Gheorghe Constantin (román) |

| 1993. szeptember 8. |

| Izland         | 1 – 0       | Luxemburg |
| -------------- | ----------- | --------- |
| Ingólfsson 61' | Jegyzőkönyv |           |

| Laugardalsvöllur, Reykjavík Nézőszám: 3,969 Játékvezető: Nemus Djurhuus (feröeri) |

| 1993. október 12. |

| Luxemburg   | 1 – 3       | Görögország                                   |
| ----------- | ----------- | --------------------------------------------- |
| Fanelli 82' | Jegyzőkönyv | Mahlász 31' Aposztolákisz 63' Szaravákosz 71' |

| Stade Josy Barthel, Luxembourg Nézőszám: 2,538 Játékvezető: Andrew Waddell (skót) |

| 1993. október 27. |

| Magyarország | 1 – 0       | Luxemburg |
| ------------ | ----------- | --------- |
| Détári 20'   | Jegyzőkönyv |           |

| Üllői úti stadion, Budapest Nézőszám: 1,500 Játékvezető: Oğuz Sarvan (török) |

| 1993. november 17. |

| Görögország | 1 – 0       | Oroszország |
| ----------- | ----------- | ----------- |
| Mahlász 69' | Jegyzőkönyv |             |

| Olimpiai Stadion, Athén Nézőszám: 40,151 Játékvezető: Jean-Fidèle Diramba (gaboni) |

## Góllövőlista
| 4 gólos - Szergej Kirjakov 3 gólos - Kovács Kálmán - Szergej Juran 2 gólos - Sztrátosz Aposztolákisz - Níkosz Mahlász - Tászosz Mitrópulosz - Détári Lajos - Arnór Guðjohnsen - Eyjólfur Sverrisson 1 gólos - Vaszílisz Dimitriádisz - Dimítrisz Szaravákosz - Panajótisz Szofianópulosz - Panajótisz Caluhídisz | - Klausz László - Haraldur Ingólfsson - Hörður Magnússon - Þorvaldur Örlygsson - Stefano Fanelli - Alekszandr Borogyuk - Igor Dobrovolszkij - Andrej Kancselszkisz - Igor Kolivanov - Vaszilij Kulkov - Andrej Pjatnyickij - Dmitrij Radcsenko - Igor Salimov 1 öngólos - Hlynur Birgisson (Luxemburg ellen) |